# Ardentown
Ardentown é uma aldeia localizada no estado americano de Delaware, no condado de New Castle. Com 255 habitantes, de acordo com o censo nacional de 2020, é a 46.ª localidade mais populosa e a 32.ª mais densamente povoada do estado.
Foi fundada por Donald Stephens em 1922 como consequência do crescimento de Arden com um estilo de vida conceitual baseado no movimento imposto único de Henry George e nos princípios Arts and Crafts de William Morris. "Don" Stephens é filho do fundador da Arden, Frank Stephens.

## Geografia
De acordo com o Departamento do Censo dos Estados Unidos, a aldeia tem uma área de 0,6 km², dos quais todos os 0,6 km² estão cobertos por terra.

### Localidades na vizinhança
O diagrama seguinte representa as localidades num raio de 8 km ao redor de Ardentown. 

## Demografia
Desde 1900, o crescimento populacional médio, a cada dez anos, é de -4,3%.

### Censo 2020
Segundo o censo nacional de 2020, a sua população é de 255 habitantes e sua densidade populacional de 420,7 hab/km². Houve um decréscimo populacional na última década de -3,4%. É a 46.ª localidade mais populosa e a 32.ª mais densamente povoada do Delaware.
Possui 149 residências que resulta em uma densidade de 245,8 residências/km² e uma redução de -10,2% em relação ao censo anterior. Deste total, 7,4% das unidades habitacionais estão desocupadas. A média de ocupação é de 1,8 pessoas por residência.
A renda familiar média é de 62 188 dólares e a taxa de emprego é de 52,5%.